# Великоустюгский муниципальный округ
Великоу́стюгский муниципа́льный о́круг — административно-территориальная единица (округ) и муниципальное образование в составе Вологодской области Российской Федерации.
Административный центр — город Великий Устюг.

## География
Округ расположен в северо-восточной части Вологодской области, граничит:
- с округами Вологодской области:
  - на западе с Нюксенским округом;
  - на юге с Кичменгско-Городецким округом;
- с округами Архангельской области:
  - на северо-западе с Устьянским округом;
  - на севере с Котласским округом;
- с округами и районами Кировской области:
  - на северо-востоке с Лузским округом;
  - на востоке с Подосиновским районом.

Площадь территории округа (включая окружной центр) — 7733 км² (5,3 % территории области — 5-й округ по размеру территории в области). Расстояние от Вологды — 450 км, Череповца — 600 км, Котласа — 70 км, Кирова — 430 км, Архангельска — около 700 км, от Великого Устюга до Красавино — 20 км.
Основные реки Северная Двина (Малая Северная Двина), Сухона, Юг.

## История
Окружной центр — город Великий Устюг основан в 1147 году выходцами из Ростово-Суздальского княжества в месте слияния рек Сухона и Юг (Усть-Юг — одно из вероятных толкований первоначального звучания топонима Устюг), образующих Северную Двину. В XVI веке в бассейне рек Сухоны, Юга, верховьев реки Северной Двины образовался Устюжский уезд, из которого позднее выделился Сольвычегодский уезд. В XVI веке Устюг, расположенный на пересечении сухопутных дорог, идущих на Урал и в Сибирь, с речными, ведущими в Европу через Двину и Белое море становится важным торговым узлом. С XVII века к ойкониму Устюг в связи с развитием города было добавлено определение Великий. В это время богатые устюжские купцы возводят и украшают многочисленные церкви, строят каменные дома. В начале XX века в Великом Устюге велась служба в 27 храмах и 4 монастырях.
С 1708 года Великий Устюг входит в состав Архангелогородской губернии, центр Великоустюжского уезда — одного из 18, с 1719 года в связи с разделом губернии на 4 провинции, Великий Устюг ещё и провинциальный город — центр Устюжской провинции Архангелогородской губернии, состоявшей из Великоустюжского, Сольвычегодского и Яренского уездов. С 1780 года губерния была преобразована в Вологодское наместничество, а Великий Устюг стал там центром Великоустюжского уезда — одного из 12 оставшихся после выделения Архангельского наместничества. Также Великий Устюг в Вологодском наместничестве был центром одной из двух областей — областным городом, а в составе Великоустюжской области было семь уездов: Великоустюжский, Усть-Сысольский, Сольвычегодский, Яренский, Лальский, Никольский и Красноборский. 2 октября 1780 года Екатериной II утверждён доклад Сената «О гербах городам Вологодского наместничества» — так был утверждён герб Великого Устюга. Символ города, запечатлённый на его гербе — Нептун, сливающий из кувшинов подобно Водолею воды двух рек. Указом Павла I от 31 декабря 1796 года в связи с образованием Вологодской губернии Вологодское наместничество было упразднено, упразднены тогда были также Лальский и Красноборский уезды, территории которых вошли в Великоустюжский, Вельский и Сольвычегодский уезды, а Великий Устюг стал центром — уездным городом одного из 10 уездов губернии — Великоустюжского.
Постановления ВЦИК от 24 июля 1918 года была образована (на основании решений I Вологодского губернского съезда Советов) Северо-Двинская губерния из выделенных из Вологодской губернии уездов Великоустюгского, Никольского, Сольвычегодского, Усть-Сысольского и Яренского уездов, центром губернии стал город Великий Устюг. 18 апреля 1924 года в губернии было отменено деление на волости и уезды и в числе 18 новых административных единиц губернии — районов был образован и Великоустюгский район. 2 мая 1924 года уездный комитет партии был реорганизован в райком РКП(б), а в июне 1924 года прошли первые выборы в Великоустюгский райком. 27 февраля 1928 года к Великоустюгскому району была присоединена территория упразднённого Усть-Алексеевского района. С 15 июля 1929 года Северо-Двинская губерния была упразднена, а район вошёл как административная единица в Северо-Двинский округ (с центром в Великом Устюге) вновь образованного Северного края с центром в Архангельске. С июля 1930 года — район непосредственного краевого подчинения, так как деление на округа в СССР было упразднено. Постановлением ВЦИК от 25 января 1935 года был восстановлен Усть-Алексеевский район, присоединённый к Великоустюгскому в 1928 году. С 5 декабря 1936 года по 23 сентября 1937 года район в составе Северной области образованной вместо Северного края. Постановлением ЦИК СССР от 23 сентября 1937 Северная область была разделена на две: Архангельскую и Вологодскую, район присоединён был к вновь образованной Вологодской области. В сентябре 1939 года ЦК ВКП(б) разрешил создать в Великом Устюге горком ВКП(б), а в октябре прошли выборы в городской комитет партии. В 1947 году посёлок Красавино был преобразован в город районного подчинения. По постановлению ЦК КПСС от 5 ноября 1955 года Великоустюгский райком КПСС, был упразднён, а парторганизации района переподчинены Великоустюгскому горкому партии. Указом Президиума Верховного Совета РСФСР в 1959 году к Великоустюгскому району была присоединена территория повторно упразднённого Усть-Алексеевского района. С 13 декабря 1962 года по 12 января 1965 года, вовремя неудавшейся всесоюзной реформы по делению на сельские и промышленные районы и парторганизации, в соответствии с решениями ноябрьского (1962 года) пленума ЦК КПСС «о перестройке партийного руководства народным хозяйством», район в числе многих в СССР был преобразован в сельский район (Великоустюгский сельский район), территория которого включала территорию прежнего административного района. В декабре 1962 года было создано Великоустюгское колхозно-совхозное управление и партком этого управления, а первичные партийные организации предприятий, строительных организаций и транспорта прежних Великоустюгского, Кичменгско-Городецкого и Никольского районов стали подчинены Великоустюгскому горкому КПСС, но в феврале 1964 года был создан отдельный Кичменгско-Городецкий промышленно-производственныей партийный комитет. Пленум ЦК КПСС, состоявшийся 16 ноября 1964 года, восстановил прежний принцип партийного руководства народным хозяйством, после чего Указом Верховного Совета РСФСР от 12 января 1965 года Великоустюгский административный район был восстановлен, а функции парторганизации Великоустюгского производственного колхозно-совхозного управления были переданы Великоустюгскому горкому КПСС.

## Население
| 2002    | 2009    | 2010    | 2011    | 2012    | 2013    | 2014    | 2015    | 2016    |
| ------- | ------- | ------- | ------- | ------- | ------- | ------- | ------- | ------- |
| 22 210  | ↗61 323 | ↘60 851 | ↘57 832 | ↘57 321 | ↘56 790 | ↘56 311 | ↘55 630 | ↘54 985 |
| 2017    | 2018    | 2019    | 2020    | 2021    | 2023    |         |         |         |
| ↘54 616 | ↘54 254 | ↘53 694 | ↘53 175 | ↘50 601 | ↘49 825 |         |         |         |

### Урбанизация
Городское население (в городах Великий Устюг, Красавино и рабочем посёлке Кузино) составляет 69.3 % населения муниципального округа .

### Национальный состав
По итогам переписи населения 2020 года проживали следующие национальности (национальности менее 0,1 % и другое, см. в сноске к строке «Другие»):
| Национальность | Численность, чел. | Доля     |
| -------------- | ----------------- | -------- |
| Русские        | 46 629            | 92,15 %  |
| Украинцы       | 132               | 0,26 %   |
| Цыгане         | 106               | 0,21 %   |
| Другие         | 3734              | 7,38 %   |
| Итого          | 50 601            | 100,00 % |

## Территориальное устройство
Административно-территориальные единицы
До 1 июня 2022 года Великоустюгский район в рамках административно-территориального устройства включал 20 сельсоветов, а также 1 город областного значения (Великий Устюг) как районный центр с подчинёнными городской администрации 1 городом районного значения (Красавино) и 1 посёлком городского типа (рабочим посёлком Кузино).
| №  | Сельсовет         | Соответствующее муниципальное образование |
| -- | ----------------- | ----------------------------------------- |
| 1  | Верхневарженский  | Верхневарженское СП                       |
| 2  | Верхнешарденгский | Усть-Алексеевское СП                      |
| 3  | Викторовский      | Заречное СП                               |
| 4  | Красавинский      | Красавинское СП, ГП Красавино             |
| 5  | Ломоватский       | Ломоватское СП                            |
| 6  | Марденгский       | Марденгское СП                            |
| 7  | Нижнеерогодский   | Марденгское СП                            |
| 8  | Нижнешарденгский  | Трегубовское СП                           |
| 9  | Опокский          | Опокское СП                               |
| 10 | Орловский         | Орловское СП                              |
| 11 | Парфёновский      | Заречное СП                               |
| 12 | Покровский        | Заречное СП                               |
| 13 | Самотовинский     | Самотовинское СП                          |
| 14 | Стреленский       | Опокское СП                               |
| 15 | Сусоловский       | Заречное СП                               |
| 16 | Теплогорский      | Теплогорское СП                           |
| 17 | Трегубовский      | Трегубовское СП                           |
| 18 | Усть-Алексеевский | Усть-Алексеевское СП                      |
| 19 | Шемогодский       | Заречное СП                               |
| 20 | Юдинский          | Юдинское СП, ГП город Великий Устюг       |

Муниципальные образования
В рамках организации местного самоуправления в границах района функционирует Великоустюгский муниципальный округ (с 2004 до 2022 года — муниципальный район).
Изначально в составе новообразованного муниципального района в декабре 2004 года были созданы 23 муниципальных образования нижнего уровня, в том числе 3 городских и 20 сельских поселений. В апреле 2009 года было упразднено Викторовское сельское поселение (включено в Покровское сельское поселение с центром в селе Ильинское). В июне-июле 2014 года было упразднено Стрельненское сельское поселение (включено в Опокское сельское поселение с центром в посёлке Полдарса). В июне 2015 года было упразднено Нижнешарденгское сельское поселение (включено в Трегубовское с административным центром в деревне Морозовица). В мае-июне 2017 года были упразднены сельские поселения Парфеновское, Покровское, Шемогодское (объединены в Заречное с административным центром в деревне Аристово); Нижнеерогодское (включено в Марденгское с административным центром в деревне Благовещенье); Верхнешарденгское (включено в Усть-Алексеевское). К 1 января 2022 года было упразднено сельское поселение Сусоловское (включено в Заречное).
Перед упразднением муниципальный район в первой половине 2022 года делился на 15 муниципальных образований нижнего уровня, в том числе 3 городских и 12 сельских поселений:
| №         | Муниципальное образование | Административный центр | Количество населённых пунктов | Население (чел.) | Площадь (км²) |
| --------- | ------------------------- | ---------------------- | ----------------------------- | ---------------- | ------------- |
| 1e-06     | Городское поселение:      |                        |                               |                  |               |
| 1         | город Великий Устюг       | город Великий Устюг    | 2                             | ↘28 952          | 35,78         |
| 2         | Красавино                 | город Красавино        | 7                             | ↘6048            | 60,61         |
| 3         | Кузино                    | пгт Кузино             | 1                             | ↘801             | 5,76          |
| 3.000002  | Сельское поселение:       |                        |                               |                  |               |
| 4         | Верхневарженское          | деревня Мякинницыно    | 14                            | ↘144             | 178,32        |
| 5         | Заречное                  | деревня Аристово       | 107                           | ↘740             | 800,70        |
| 6         | Красавинское              | село Васильевское      | 12                            | ↘901             | 280,50        |
| 7         | Ломоватское               | посёлок Ломоватка      | 4                             | ↗827             | 1017,74       |
| 8         | Марденгское               | деревня Благовещенье   | 53                            | ↗1101            | 935,33        |
| 9         | Опокское                  | посёлок Полдарса       | 22                            | ↗1191            | 1607,15       |
| 10        | Орловское                 | деревня Чернево        | 24                            | ↘253             | 187,59        |
| 11        | Самотовинское             | посёлок Новатор        | 24                            | ↗3156            | 378,45        |
| 11.000003 | Сусоловское               | посёлок Сусоловка      | 3                             | ↗530             | 423,84        |
| 12        | Теплогорское              | деревня Теплогорье     | 17                            | ↗341             | 145,87        |
| 13        | Трегубовское              | деревня Морозовица     | 38                            | ↘1670            | 494,63        |
| 14        | Усть-Алексеевское         | село Усть-Алексеево    | 47                            | ↘967             | 701,94        |
| 15        | Юдинское                  | деревня Юдино          | 46                            | ↗2911            | 339,66        |

1 июня 2022 года муниципальный район и все входившие в его состав городские и сельские поселения были упразднены и объединены в Великоустюгский муниципальный округ.

## Населённые пункты
В Великоустюгском округе 408 населённых пунктов. В муниципальном округе с городом областного значения — 409, в том числе 3 городских (из которых 1 посёлок городского типа (рабочий посёлок) и 2 города) и 406 сельских), из них по состоянию на 2023 год 170 населённых пунктов (42%) — нежилые.  
Численность фактического населения всех населённых пунктов Великоустюгского округа на 2023 год можно узнать на сайте администрации Великоустюгского округа.
| №   | Населённый пункт           | Тип             | Население (чел.) | Бывшее муниципальное образование |
| --- | -------------------------- | --------------- | ---------------- | -------------------------------- |
| 1   | Великий Устюг              | город           | ↘28 266          | город Великий Устюг              |
| 2   | Красавино                  | город           | ↘5460            | Красавино                        |
| 3   | Кузино                     | рабочий посёлок | ↘801             | Кузино                           |
| 4   | Аксёново                   | деревня         | 63               | Юдинское                         |
| 5   | Аксёновский Починок        | деревня         | 10               | Усть-Алексеевское                |
| 6   | Алексеевская               | деревня         | →0               | Заречное                         |
| 7   | Андроново                  | деревня         | 16               | Верхневарженское                 |
| 8   | Анохинское                 | деревня         | 4                | Опокское                         |
| 9   | Антипово                   | деревня         | 0                | Усть-Алексеевское                |
| 10  | Антоново                   | деревня         | 3                | Усть-Алексеевское                |
| 11  | Антушево                   | деревня         | 0                | Верхневарженское                 |
| 12  | Анциферово                 | деревня         | →3               | Заречное                         |
| 13  | Аристово                   | деревня         | 445              | Заречное                         |
| 14  | Артемовка                  | деревня         | 0                | Усть-Алексеевское                |
| 15  | Архангельская Мельница     | деревня         | 22               | Усть-Алексеевское                |
| 16  | Афурино                    | деревня         | 4                | Юдинское                         |
| 17  | Бакшеево                   | деревня         | 0                | Усть-Алексеевское                |
| 18  | Балагурово                 | деревня         | 0                | Заречное                         |
| 19  | Бараново                   | деревня         | 0                | Теплогорское                     |
| 20  | Барсуково                  | деревня         | 21               | Трегубовское                     |
| 21  | Бахарево                   | деревня         | 81               | Заречное                         |
| 22  | Баюшевская                 | деревня         | →0               | Заречное                         |
| 23  | Белая                      | деревня         | 29               | Опокское                         |
| 24  | Белозерово                 | деревня         | 98               | Трегубовское                     |
| 25  | Белозерово                 | деревня         | 0                | Усть-Алексеевское                |
| 26  | Березниково                | деревня         | 11               | Красавинское                     |
| 27  | Березовка                  | деревня         | 0                | Теплогорское                     |
| 28  | Березово                   | деревня         | 15               | Марденгское                      |
| 29  | Бернятино                  | деревня         | 0                | Заречное                         |
| 30  | Биричево                   | деревня         | ↗1               | Трегубовское                     |
| 31  | Биричево                   | деревня         | →0               | Заречное                         |
| 32  | Биричево                   | деревня         | 36               | Усть-Алексеевское                |
| 33  | Благовещенье               | деревня         | 458              | Марденгское                      |
| 34  | Бобровниково               | деревня         | 231              | Юдинское                         |
| 35  | Бобыкино                   | деревня         | 0                | Орловское                        |
| 36  | Большая Синега             | деревня         | 41               | Красавинское                     |
| 37  | Большая Слобода            | деревня         | 6                | Самотовинское                    |
| 38  | Большие Крутцы             | деревня         | 0                | Заречное                         |
| 39  | Большие Слободы            | деревня         | 0                | Заречное                         |
| 40  | Большое Ворошнино          | деревня         | 4                | Верхневарженское                 |
| 41  | Большое Вострое            | деревня         | 0                | Марденгское                      |
| 42  | Большое Есиплево           | деревня         | 4                | Красавинское                     |
| 43  | Большое Каликино           | деревня         | 5                | Марденгское                      |
| 44  | Большое Чебаево            | деревня         | ↘9               | Заречное                         |
| 45  | Большое Ямкино             | деревня         | 0                | Марденгское                      |
| 46  | Большой Двор               | деревня         | 0                | Трегубовское                     |
| 47  | Большой Двор               | деревня         | 12               | Усть-Алексеевское                |
| 48  | Большой Ерогодский Починок | деревня         | 0                | Ломоватское                      |
| 49  | Бор                        | деревня         | →0               | Заречное                         |
| 50  | Боровинка                  | деревня         | 9                | Красавинское                     |
| 51  | Братское                   | деревня         | 0                | Опокское                         |
| 52  | Будрино                    | деревня         | 83               | Юдинское                         |
| 53  | Буково                     | деревня         | →11              | Заречное                         |
| 54  | Буньково                   | деревня         | 0                | Самотовинское                    |
| 55  | Бурдукино                  | деревня         | 0                | Трегубовское                     |
| 56  | Бурлево                    | деревня         | 5                | Усть-Алексеевское                |
| 57  | Буслаево                   | деревня         | ↘0               | Трегубовское                     |
| 58  | Бухинино                   | деревня         | 132              | Красавино                        |
| 59  | Бушково                    | деревня         | 14               | Красавинское                     |
| 60  | Быково                     | деревня         | →5               | Заречное                         |
| 61  | Вакулово                   | деревня         | 0                | Опокское                         |
| 62  | Валга                      | посёлок         | ↗212             | Самотовинское                    |
| 63  | Варгалово                  | деревня         | 0                | Усть-Алексеевское                |
| 64  | Варженская Заимка          | деревня         | 0                | Теплогорское                     |
| 65  | Васильево                  | деревня         | 13               | Теплогорское                     |
| 66  | Васильевское               | село            | 805              | Красавинское                     |
| 67  | Ватаманово                 | деревня         | 0                | Теплогорское                     |
| 68  | Вепрево                    | деревня         | 3                | Заречное                         |
| 69  | Верхнее Алешково           | деревня         | 0                | Трегубовское                     |
| 70  | Верхнее Анисимово          | деревня         | 68               | Опокское                         |
| 71  | Верхнее Бородкино          | деревня         | 9                | Заречное                         |
| 72  | Верхнее Грибцово           | деревня         | 12               | Заречное                         |
| 73  | Верхнее Панкратово         | деревня         | 4                | Заречное                         |
| 74  | Верхнее Якутино            | деревня         | ↘46              | Трегубовское                     |
| 75  | Верхний Заемкуч            | деревня         | ↘7               | Заречное                         |
| 76  | Верхняя Кичуга             | деревня         | 61               | Опокское                         |
| 77  | Верхняя Шарденьга          | село            | 162              | Усть-Алексеевское                |
| 78  | Викторово                  | деревня         | →0               | Заречное                         |
| 79  | Власово                    | деревня         | ↘0               | Трегубовское                     |
| 80  | Власово                    | деревня         | 4                | Самотовинское                    |
| 81  | Воздвиженье                | деревня         | 8                | Марденгское                      |
| 82  | Воронино                   | деревня         | 0                | Усть-Алексеевское                |
| 83  | Вотчево                    | деревня         | 0                | Теплогорское                     |
| 84  | Выползово                  | деревня         | 4                | Марденгское                      |
| 85  | Высокая                    | деревня         | →0               | Заречное                         |
| 86  | Выставка                   | деревня         | 0                | Усть-Алексеевское                |
| 87  | Гаврино                    | деревня         | 8                | Усть-Алексеевское                |
| 88  | Галкино                    | деревня         | 51               | Юдинское                         |
| 89  | Герасимово                 | деревня         | 5                | Трегубовское                     |
| 90  | Глядково                   | деревня         | 23               | Юдинское                         |
| 91  | Гольцово                   | деревня         | 4                | Усть-Алексеевское                |
| 92  | Гора                       | деревня         | 3                | Усть-Алексеевское                |
| 93  | Гора-Семеновская           | деревня         | →0               | Заречное                         |
| 94  | Горбачево                  | деревня         | 125              | Усть-Алексеевское                |
| 95  | Горбищево                  | деревня         | 5                | Усть-Алексеевское                |
| 96  | Горка                      | деревня         | 3                | Красавинское                     |
| 97  | Горка                      | деревня         | 6                | Юдинское                         |
| 98  | Горка-Манагорская          | деревня         | 4                | Самотовинское                    |
| 99  | Горлово                    | деревня         | 0                | Заречное                         |
| 100 | Горшково                   | деревня         | 0                | Марденгское                      |
| 101 | Горяево                    | деревня         | 12               | Заречное                         |
| 102 | Гремячево                  | деревня         | 0                | Марденгское                      |
| 103 | Грибино                    | деревня         | ↘4               | Заречное                         |
| 104 | Григорьевское              | деревня         | 10               | Марденгское                      |
| 105 | Гришино                    | деревня         | ↘9               | Заречное                         |
| 106 | Грузнищево                 | деревня         | 16               | Марденгское                      |
| 107 | Давыдовская                | деревня         | 0                | Орловское                        |
| 108 | Давыдовское                | деревня         | 0                | Марденгское                      |
| 109 | Демидово                   | деревня         | 0                | Заречное                         |
| 110 | Демьяново                  | деревня         | 33               | Юдинское                         |
| 111 | Деревенька                 | деревня         | 0                | Заречное                         |
| 112 | Деревенька                 | деревня         | 3                | Теплогорское                     |
| 113 | Деревесниково              | деревня         | 0                | Марденгское                      |
| 114 | Дерново                    | деревня         | 0                | Теплогорское                     |
| 115 | Дресвище                   | деревня         | 0                | Усть-Алексеевское                |
| 116 | Дружково                   | деревня         | 0                | Орловское                        |
| 117 | Дудино                     | деревня         | 0                | Юдинское                         |
| 118 | Едново                     | деревня         | 3                | Заречное                         |
| 119 | Езекиево                   | деревня         | 0                | Юдинское                         |
| 120 | Елакино                    | деревня         | 0                | Трегубовское                     |
| 121 | Еремеево                   | деревня         | 37               | Теплогорское                     |
| 122 | Ершово                     | деревня         | 31               | Теплогорское                     |
| 123 | Еськино                    | деревня         | 0                | Марденгское                      |
| 124 | Жеребятьево                | деревня         | 69               | Самотовинское                    |
| 125 | Жуково                     | деревня         | 0                | Усть-Алексеевское                |
| 126 | Журавлево                  | деревня         | 55               | Юдинское                         |
| 127 | Загорье                    | деревня         | 0                | Усть-Алексеевское                |
| 128 | Загорье                    | деревня         | 17               | Марденгское                      |
| 129 | Заозерица                  | деревня         | 28               | Усть-Алексеевское                |
| 130 | Заозерье                   | деревня         | 16               | Трегубовское                     |
| 131 | Запань                     | деревня         | 3                | Марденгское                      |
| 132 | Запань Бобровниково        | деревня         | 38               | Юдинское                         |
| 133 | Заручевье                  | деревня         | 0                | Марденгское                      |
| 134 | Заямжа                     | деревня         | 5                | Юдинское                         |
| 135 | Золотавцево                | деревня         | 385              | Юдинское                         |
| 136 | Ивашево                    | деревня         | 55               | Трегубовское                     |
| 137 | Ивернево                   | деревня         | 0                | Усть-Алексеевское                |
| 138 | Игнатьевская               | деревня         | →0               | Заречное                         |
| 139 | Измарухово                 | деревня         | ↘37              | Заречное                         |
| 140 | Изонинская                 | деревня         | ↘4               | Заречное                         |
| 141 | Илатовская                 | деревня         | 22               | Ломоватское                      |
| 142 | Ильинская                  | деревня         | 0                | Юдинское                         |
| 143 | Ильинское                  | село            | ↘94              | Заречное                         |
| 144 | Исады                      | деревня         | 0                | Опокское                         |
| 145 | Исаково                    | деревня         | 0                | Трегубовское                     |
| 146 | Исток                      | деревня         | 0                | Орловское                        |
| 147 | Исток                      | деревня         | →0               | Заречное                         |
| 148 | Истопная                   | деревня         | 0                | Усть-Алексеевское                |
| 149 | Ишутино                    | деревня         | 135              | Марденгское                      |
| 150 | Калашово                   | деревня         | 32               | Юдинское                         |
| 151 | Каликино                   | деревня         | 20               | Трегубовское                     |
| 152 | Калинино                   | деревня         | 4                | Трегубовское                     |
| 153 | Карасово                   | деревня         | 221              | Заречное                         |
| 154 | Касьянка                   | деревня         | 0                | Усть-Алексеевское                |
| 155 | Кичуга                     | посёлок         | 31               | Опокское                         |
| 156 | Клепиково                  | деревня         | 20               | Красавинское                     |
| 157 | Климлево                   | деревня         | 0                | Заречное                         |
| 158 | Климово                    | деревня         | 5                | Самотовинское                    |
| 159 | Княгинино                  | деревня         | 0                | Юдинское                         |
| 160 | Козлово                    | деревня         | 0                | Заречное                         |
| 161 | Колпаково                  | деревня         | 8                | Юдинское                         |
| 162 | Коммуна                    | деревня         | 0                | Марденгское                      |
| 163 | Конаново                   | деревня         | 0                | Теплогорское                     |
| 164 | Конково                    | деревня         | ↘6               | Заречное                         |
| 165 | Коншево                    | деревня         | 0                | Юдинское                         |
| 166 | Коптелка                   | деревня         | 0                | Марденгское                      |
| 167 | Копылово                   | деревня         | →0               | Заречное                         |
| 168 | Копылово                   | деревня         | 4                | Заречное                         |
| 169 | Коробейниково              | деревня         | 243              | Юдинское                         |
| 170 | Коробово                   | деревня         | 12               | Юдинское                         |
| 171 | Коробовское                | деревня         | 3                | Красавино                        |
| 172 | Королёво                   | деревня         | 3                | Красавино                        |
| 173 | Королёво                   | деревня         | →1               | Заречное                         |
| 174 | Кочурино                   | деревня         | 0                | Усть-Алексеевское                |
| 175 | Кошово                     | деревня         | 9                | Красавинское                     |
| 176 | Красавино                  | деревня         | 40               | Самотовинское                    |
| 177 | Красная Гора               | деревня         | 0                | Опокское                         |
| 178 | Красное Поле               | деревня         | 45               | Марденгское                      |
| 179 | Крексеново                 | деревня         | 0                | Орловское                        |
| 180 | Кременье                   | деревня         | 6                | Трегубовское                     |
| 181 | Кривая Берёза              | деревня         | 3                | Заречное                         |
| 182 | Кузнецово                  | деревня         | 42               | Заречное                         |
| 183 | Кузнецово                  | деревня         | 0                | Юдинское                         |
| 184 | Кузьминская Выставка       | деревня         | 5                | Заречное                         |
| 185 | Кузьминское                | деревня         | 0                | Заречное                         |
| 186 | Кулаково                   | деревня         | →0               | Заречное                         |
| 187 | Кулатино                   | деревня         | 0                | Самотовинское                    |
| 188 | Куликово                   | деревня         | 0                | Марденгское                      |
| 189 | Кульнево                   | деревня         | 6                | Юдинское                         |
| 190 | Куприяново                 | деревня         | ↗6               | Юдинское                         |
| 191 | Куракино                   | деревня         | ↗3               | Заречное                         |
| 192 | Курденьга                  | деревня         | 12               | Орловское                        |
| 193 | Курьяково                  | деревня         | 4                | Трегубовское                     |
| 194 | Кушалово                   | деревня         | ↗18              | Заречное                         |
| 195 | Лаврешово                  | деревня         | →0               | Заречное                         |
| 196 | Ленивица                   | деревня         | 0                | Марденгское                      |
| 197 | Леоново                    | деревня         | 0                | Самотовинское                    |
| 198 | Лобаново                   | деревня         | 0                | Самотовинское                    |
| 199 | Логиновская                | деревня         | →0               | Заречное                         |
| 200 | Лодейка                    | деревня         | 189              | Марденгское                      |
| 201 | Ломоватка                  | деревня         | 1141             | Ломоватское                      |
| 202 | Лопатниково                | деревня         | 12               | Марденгское                      |
| 203 | Лужевица                   | деревня         | 0                | Трегубовское                     |
| 204 | Луза                       | деревня         | →0               | Заречное                         |
| 205 | Лукина Гора                | деревня         | 0                | Теплогорское                     |
| 206 | Лучнево                    | деревня         | 0                | Заречное                         |
| 207 | Макарово                   | деревня         | 0                | Верхневарженское                 |
| 208 | Малая Горка                | деревня         | 3                | Марденгское                      |
| 209 | Малинники                  | деревня         | 5                | Усть-Алексеевское                |
| 210 | Малиново                   | деревня         | 4                | Верхневарженское                 |
| 211 | Малое Чебаево              | деревня         | ↘25              | Заречное                         |
| 212 | Марденьга                  | деревня         | 0                | Марденгское                      |
| 213 | Марилово                   | деревня         | 16               | Верхневарженское                 |
| 214 | Мармугино                  | деревня         | 0                | Орловское                        |
| 215 | Мартищево                  | деревня         | →0               | Заречное                         |
| 216 | Мартыново                  | деревня         | 6                | Марденгское                      |
| 217 | Матрениха                  | деревня         | 0                | Самотовинское                    |
| 218 | Медведки                   | деревня         | 0                | Красавинское                     |
| 219 | Медвежий Взвоз             | деревня         | 0                | Орловское                        |
| 220 | Меденицыно                 | деревня         | 49               | Самотовинское                    |
| 221 | Минино                     | деревня         | 0                | Верхневарженское                 |
| 222 | Мителево                   | деревня         | →0               | Заречное                         |
| 223 | Митихино                   | деревня         | 0                | Верхневарженское                 |
| 224 | Михайловская               | деревня         | →4               | Заречное                         |
| 225 | Михнинская                 | деревня         | 7                | Трегубовское                     |
| 226 | Морозовица                 | деревня         | 831              | Трегубовское                     |
| 227 | Мосеев Починок             | деревня         | 3                | Марденгское                      |
| 228 | Москвин Починок            | деревня         | 0                | Усть-Алексеевское                |
| 229 | Мурдинская                 | деревня         | 4                | Усть-Алексеевское                |
| 230 | Мусино                     | деревня         | 0                | Марденгское                      |
| 231 | Мякальская Слобода         | деревня         | 0                | Марденгское                      |
| 232 | Мякинницыно                | деревня         | 185              | Верхневарженское                 |
| 233 | Наволок                    | деревня         | 6                | Орловское                        |
| 234 | Насоново                   | деревня         | 0                | Верхневарженское                 |
| 235 | Нацепино                   | деревня         | 0                | Орловское                        |
| 236 | Немоново                   | деревня         | 0                | Трегубовское                     |
| 237 | Нижнее Алешково            | деревня         | 0                | Трегубовское                     |
| 238 | Нижнее Анисимово           | деревня         | 4                | Опокское                         |
| 239 | Нижнее Грибцово            | деревня         | 5                | Заречное                         |
| 240 | Нижнее Займище             | деревня         | 0                | Верхневарженское                 |
| 241 | Нижнее Панкратово          | деревня         | 6                | Заречное                         |
| 242 | Нижнеульяновская           | деревня         | 0                | Орловское                        |
| 243 | Нижний Заемкуч             | деревня         | 0                | Заречное                         |
| 244 | Нижний Прилук              | деревня         | 8                | Марденгское                      |
| 245 | Нижняя Кичуга              | деревня         | 5                | Опокское                         |
| 246 | Никулино                   | деревня         | 0                | Опокское                         |
| 247 | Никулино                   | деревня         | 23               | Юдинское                         |
| 248 | Новатор                    | посёлок         | 2531             | Самотовинское                    |
| 249 | Новая Деревня              | деревня         | 42               | Красавино                        |
| 250 | Новое Завражье             | деревня         | →0               | Заречное                         |
| 251 | Новое Рожково              | деревня         | 0                | Заречное                         |
| 252 | Новое Село                 | деревня         | 37               | Красавино                        |
| 253 | Новосёлово                 | деревня         | ↘2               | Трегубовское                     |
| 254 | Новосёлово                 | деревня         | →17              | Заречное                         |
| 255 | Нокшино                    | деревня         | ↘10              | Юдинское                         |
| 256 | Обрадово                   | деревня         | 0                | Орловское                        |
| 257 | Огорыльцево                | деревня         | 9                | Марденгское                      |
| 258 | Одомчино                   | деревня         | 3                | Марденгское                      |
| 259 | Одуево                     | деревня         | 8                | Юдинское                         |
| 260 | Олбово                     | деревня         | 0                | Юдинское                         |
| 261 | Оленниково                 | деревня         | 0                | Трегубовское                     |
| 262 | Ольховка                   | деревня         | 45               | Усть-Алексеевское                |
| 263 | Онбово                     | деревня         | 28               | Самотовинское                    |
| 264 | Опалево                    | деревня         | 0                | Усть-Алексеевское                |
| 265 | Опалипсово                 | деревня         | 49               | Самотовинское                    |
| 266 | Орлово                     | село            | 8                | Орловское                        |
| 267 | Осиново                    | деревня         | 4                | Марденгское                      |
| 268 | Осница                     | деревня         | 0                | Усть-Алексеевское                |
| 269 | Павлово                    | деревня         | 7                | Орловское                        |
| 270 | Павловское                 | деревня         | 0                | Опокское                         |
| 271 | Павшино                    | деревня         | 4                | Орловское                        |
| 272 | Павшино                    | деревня         | 12               | Заречное                         |
| 273 | Пазухи                     | деревня         | 0                | Юдинское                         |
| 274 | Пайкино                    | деревня         | 0                | Юдинское                         |
| 275 | Палема                     | село            | →29              | Заречное                         |
| 276 | Пантусово                  | деревня         | 0                | Трегубовское                     |
| 277 | Парфёново                  | деревня         | 7                | Заречное                         |
| 278 | Парфёновская Выставка      | деревня         | 0                | Заречное                         |
| 279 | Пеганово                   | деревня         | 364              | Трегубовское                     |
| 280 | Пенье                      | деревня         | 0                | Орловское                        |
| 281 | Пенье                      | деревня         | 0                | Заречное                         |
| 282 | Первомайское               | деревня         | ↗62              | Заречное                         |
| 283 | Перемилово                 | деревня         | 22               | Марденгское                      |
| 284 | Пестово                    | деревня         | ↘3               | Трегубовское                     |
| 285 | Пестово                    | деревня         | 3                | Теплогорское                     |
| 286 | Пестово                    | деревня         | 37               | Трегубовское                     |
| 287 | Петровская                 | деревня         | 5                | Юдинское                         |
| 288 | Печерза                    | деревня         | 0                | Марденгское                      |
| 289 | Пихтово                    | деревня         | 59               | Ломоватское                      |
| 290 | Плесо                      | деревня         | 3                | Орловское                        |
| 291 | Погорелово                 | деревня         | 5                | Заречное                         |
| 292 | Подберезье                 | деревня         | 0                | Заречное                         |
| 293 | Подборье                   | деревня         | 6                | Орловское                        |
| 294 | Подвалье                   | деревня         | 0                | Усть-Алексеевское                |
| 295 | Подволочье                 | деревня         | 23               | Усть-Алексеевское                |
| 296 | Подволочье                 | деревня         | →2               | Заречное                         |
| 297 | Подворские                 | деревня         | 10               | Заречное                         |
| 298 | Подгорье                   | деревня         | 15               | Красавино                        |
| 299 | Подсосенье                 | деревня         | 219              | Самотовинское                    |
| 300 | Подугорье                  | деревня         | 8                | Теплогорское                     |
| 301 | Пожарище                   | деревня         | 5                | Опокское                         |
| 302 | Пожарово                   | деревня         | 44               | Усть-Алексеевское                |
| 303 | Полдарса                   | деревня         | 61               | Опокское                         |
| 304 | Полдарса                   | посёлок         | 1163             | Опокское                         |
| 305 | Полутино                   | деревня         | 0                | Марденгское                      |
| 306 | Полутово                   | деревня         | 211              | Красавинское                     |
| 307 | Поповкино                  | деревня         | 46               | Самотовинское                    |
| 308 | Поповское                  | деревня         | 3                | Заречное                         |
| 309 | Пополутково                | деревня         | →0               | Заречное                         |
| 310 | Порог                      | деревня         | 3                | Опокское                         |
| 311 | Прилуки                    | деревня         | 5                | Опокское                         |
| 312 | Прилуки                    | посёлок         | 7                | Опокское                         |
| 313 | Прислон                    | деревня         | →0               | Заречное                         |
| 314 | Прислон                    | деревня         | 0                | Самотовинское                    |
| 315 | Прокопьево                 | деревня         | 0                | Трегубовское                     |
| 316 | Пупышево                   | деревня         | 0                | Марденгское                      |
| 317 | Пуртовино                  | деревня         | 0                | Опокское                         |
| 318 | Пушкариха                  | деревня         | 21               | Марденгское                      |
| 319 | Ребцово                    | деревня         | 0                | Усть-Алексеевское                |
| 320 | Репино                     | деревня         | 0                | Юдинское                         |
| 321 | Ровдино                    | деревня         | 0                | Марденгское                      |
| 322 | Рогозинино                 | деревня         | 28               | Юдинское                         |
| 323 | Родионовица                | деревня         | →2               | Заречное                         |
| 324 | Рожково                    | деревня         | 0                | Заречное                         |
| 325 | Рукавишниково              | деревня         | 29               | Заречное                         |
| 326 | Рупосово                   | деревня         | 0                | Марденгское                      |
| 327 | Рыжково                    | деревня         | 0                | Трегубовское                     |
| 328 | Рязаново                   | деревня         | 0                | Марденгское                      |
| 329 | Савино                     | деревня         | 0                | Самотовинское                    |
| 330 | Савино                     | деревня         | 0                | Юдинское                         |
| 331 | Савинское                  | деревня         | 0                | Орловское                        |
| 332 | Саково                     | деревня         | 0                | Теплогорское                     |
| 333 | Северный                   | посёлок         | 298              | Заречное                         |
| 334 | Селиваново                 | деревня         | 0                | Усть-Алексеевское                |
| 335 | Семенниково                | деревня         | 3                | Заречное                         |
| 336 | Сереброво                  | деревня         | 0                | Юдинское                         |
| 337 | Скорняково                 | деревня         | 48               | Красавинское                     |
| 338 | Скородум                   | деревня         | 8                | Трегубовское                     |
| 339 | Скороходово                | деревня         | 0                | Усть-Алексеевское                |
| 340 | Скорятино                  | деревня         | 3                | Марденгское                      |
| 341 | Слизовица                  | деревня         | 19               | Теплогорское                     |
| 342 | Слинкино                   | деревня         | →2               | Заречное                         |
| 343 | Слободка                   | деревня         | ↗282             | город Великий Устюг              |
| 344 | Слободка                   | деревня         | 0                | Заречное                         |
| 345 | Слободчиково               | деревня         | 10               | Усть-Алексеевское                |
| 346 | Слудка                     | деревня         | 0                | Усть-Алексеевское                |
| 347 | Смолинская Выставка        | деревня         | ↘16              | Заречное                         |
| 348 | Смолинское                 | деревня         | 0                | Орловское                        |
| 349 | Соколово                   | деревня         | 6                | Юдинское                         |
| 350 | Соловьёво                  | деревня         | 9                | Марденгское                      |
| 351 | Сотниково                  | деревня         | 58               | Юдинское                         |
| 352 | Старина                    | деревня         | 5                | Верхневарженское                 |
| 353 | Старково                   | деревня         | 67               | Трегубовское                     |
| 354 | Старое Завражье            | деревня         | →0               | Заречное                         |
| 355 | Старый Починок             | деревня         | 0                | Усть-Алексеевское                |
| 356 | Степаница                  | деревня         | 0                | Самотовинское                    |
| 357 | Стрига                     | посёлок         | 374              | Юдинское                         |
| 358 | Стрюково                   | деревня         | 23               | Верхневарженское                 |
| 359 | Студёное                   | деревня         | 13               | Опокское                         |
| 360 | Сулинская                  | деревня         | 26               | Юдинское                         |
| 361 | Сусоловка                  | посёлок         | 567              | Заречное                         |
| 362 | Сухонский                  | посёлок         | 50               | Опокское                         |
| 363 | Сывороткино                | деревня         | 47               | Марденгское                      |
| 364 | Сычугово                   | деревня         | 4                | Марденгское                      |
| 365 | Тараканово                 | деревня         | →0               | Заречное                         |
| 366 | Тарасовское                | деревня         | 0                | Орловское                        |
| 367 | Тельтево                   | деревня         | 0                | Марденгское                      |
| 368 | Телячье                    | деревня         | 3                | Усть-Алексеевское                |
| 369 | Теплогорье                 | деревня         | 308              | Теплогорское                     |
| 370 | Томашево                   | деревня         | 80               | Орловское                        |
| 371 | Торжино                    | деревня         | 0                | Марденгское                      |
| 372 | Торопово                   | деревня         | 0                | Марденгское                      |
| 373 | Угол                       | деревня         | 11               | Заречное                         |
| 374 | Удачино                    | деревня         | ↘15              | Верхневарженское                 |
| 375 | Ульяница                   | деревня         | 3                | Усть-Алексеевское                |
| 376 | Уржумово                   | деревня         | 8                | Юдинское                         |
| 377 | Усов Починок               | деревня         | 0                | Заречное                         |
| 378 | Усть-Алексеево             | село            | 920              | Усть-Алексеевское                |
| 379 | Устье-Повалихино           | деревня         | 4                | Трегубовское                     |
| 380 | Уткино                     | деревня         | ↘6               | Заречное                         |
| 381 | Фалалеево                  | деревня         | 0                | Самотовинское                    |
| 382 | Фалево                     | деревня         | 0                | Марденгское                      |
| 383 | Фёдоровская                | деревня         | 19               | Юдинское                         |
| 384 | Федоровское                | деревня         | 5                | Заречное                         |
| 385 | Фоминская                  | деревня         | 7                | Трегубовское                     |
| 386 | Химзавод                   | посёлок         | 15               | Заречное                         |
| 387 | Холм                       | деревня         | 0                | Юдинское                         |
| 388 | Холмец                     | деревня         | →0               | Заречное                         |
| 389 | Хорхорино                  | деревня         | 82               | Юдинское                         |
| 390 | Царева Гора                | деревня         | 0                | Марденгское                      |
| 391 | Чернаково                  | деревня         | 0                | Заречное                         |
| 392 | Чёрная                     | деревня         | 6                | Заречное                         |
| 393 | Чернево                    | деревня         | 237              | Орловское                        |
| 394 | Чернышево                  | деревня         | 4                | Трегубовское                     |
| 395 | Чернятино                  | деревня         | 0                | Самотовинское                    |
| 396 | Чучеры                     | деревня         | ↘25              | Заречное                         |
| 397 | Шастово                    | деревня         | 0                | Заречное                         |
| 398 | Шатрово                    | деревня         | 9                | Юдинское                         |
| 399 | Шиленга                    | деревня         | 4                | Самотовинское                    |
| 400 | Шилыково                   | деревня         | 0                | Орловское                        |
| 401 | Ширяево                    | деревня         | 0                | Трегубовское                     |
| 402 | Щекино                     | деревня         | 122              | Трегубовское                     |
| 403 | Энергетик                  | посёлок         | 89               | Юдинское                         |
| 404 | Юдино                      | деревня         | 460              | Юдинское                         |
| 405 | Юшково                     | деревня         | 0                | Усть-Алексеевское                |
| 406 | Якушино                    | деревня         | 15               | Усть-Алексеевское                |
| 407 | Ярыгино                    | деревня         | →0               | Заречное                         |
| 408 | Ястреблево                 | деревня         | 0                | Марденгское                      |

### Упразднённые населённые пункты
В 2020 году были упразднены деревни: Афанасовец, Беляшкино, Верхнее Чистяково, Кропухино, Липовец 1-й, Липовка, Малая Слобода, Малое Петровское, Насоново, Нижнее Чистяково, Оброчная, Орлов Починок, Пасная, Подсараица, Пустая, Сидоровка, Соболево, Сондас, Тишино, Улиткино, Упирево, Федосово, Чекменево, Чермянино и Юрьевская.
В 2001 году были упразднены деревни: Берсенево, Большое Крыловское, Володино, Высоково, Зиновково, Иванниково, Ивановское, Ивачевская Горка, Ивонино, Корчагино, Лубягино, Лучкино, Малое Есиплево, Мериново, Облупинский Починок, Осиево, Самойлов Починок, Солотное, Становица, Терехино, Тихоново, Шиловка и Шулепово.
В 2024 году были упразднены деревни: Агеево, Милославская, Новое Семенниково, Филатово.
Также ранее были упразднены деревни: Абрамовский Починок, Аверин Починок, Аверкиево, Агафоновская, Аистово, Акатиево-Веретье, Аксёново, Алексеевская, Алсуфьев Починок, Алфёровское, Андреевское, Анкудиново, Анцигино, Афонино, Бабаево, Бабья, Барачиха, Барсенка, Белянкино, Бердниково, Березниково, Биричиха, Блешкино, Болгарино, Большево, Большая Закаменка, Большая Терентьевица, Большое Василисово, Большое Ведерниково, Большое Ошарово, Большое Ратчино, Большое Санниково, Большое Филипповское, Большой Двор (Марденгский с/с), Большой Двор (Шемогодский с/с), Борино, Борисиха, Босиха, Будрино, Бутырево, Быковица, Быково, Васильева Горка, Великое Село, Вельники, Вепрев Починок, Веретенниково, Верхнее Займище, Верхнее Федосово, Верхний Починок, Верхняя Тозьма, Верховино (Стреленский с/с), Верховино (Юдинский с/с), Видахино, Виноградово (Марденгский с/с), Виноградово (Юдинский с/с), Власово, Власовская, Власьево, Вологжанка, Володино, Волосово, Вопчая, Глазатово, Головково, Гора, Горбищево, Горка, Городок, Гороховское Поселье, Гребло, Гусево, Даровая, Денисово, Долматов Починок, Дор (Стреленский с/с), Дор (Юдинский с/с), Доровицино, Дуево, Езюкино, Емельяново, Есиплево (р.п. Кузино), Есиплево (Теплогорский с/с), Ефремовская, Забелино, Забережье, Заболотье, Загарье (Викторовский с/с), Загарье (Красавинский с/с), Заглубоково, Затыкино, Захарино, Зимняк, Золотарь, Зубарево, Зуево, Ивановский Починок, Ивановское Утбище, Иванцево, Ивонинская Мельница, Ирхино, Исаковка, Исаков Остров, Исаковский Починок, Истопинский Починок, Карымово, Катеринино, Кекуро, Кибра, Кисляково, Клыково, Кобяково, Ковригино, Ковыкино, Козлово, Команево, Конечная, Конявица, Копылово (Покровский с/с), Копылово (Юдинский с/с), Корелка, Кормин Лог, Корнево, Корнухино, Коромыслово, Корчагино, Косарево, Костино, Котолово, Кочкарево, Кочурин Починок, Кошелево, Кряжево, Куделино, Кудрино, Куземкино, Куколекино, Курилово, Левино, Лимониха, Липовец, Липовец 2-й, Липовец 3-й, Лисицыно, Ломтево, Луковцыно, Луньково, Лучнево, Лычное, Малаховка, Малашкино, Малая Терентьевица, Малая Тозьма, Малинино, Малинник, Малое Ведерниково, Малое Ворошнино, Малое Крыловское, Малое Низково, Малое Ошарово, Малое Ратчино, Малое Филипповское, Малое Ямкино, Малые Крутцы, Малые Слободы, Маньково, Маргино, Маринино, Марково, Мартыниха, Матлоево, Машкино, Медведево, Медведица, Мездрино, Меркурьевский Починок, Микляево, Микулино, Митино, Мокеиха, Мосеево, Мохнаткино, Муравино, Мутовино, Мыльная Горка, Нагорье, Наровица, Некрасово, Нечайково, Нижнее Федосово, Нижнее Якутино, Нижняя Тозьма, Николаевская Горка, Нововышенский Починок, Новое Оленниково, Новоселье, Новосёлово, Носариха, Обрадово, Овсянниково, Одомчино, Ольшанка, Олятово, Осечкино, Осиновка, Осиповское, Остолопово, Отсекная, Павлов Починок, Папулово, Парфёново, Пашино, Пелявино, Пестово, Пиньгино, Пищальниково, Плёсо-Мосеево, Плоская, Плоская Пустошь, Плоский Ручей, Поворот, Погорелка, Погост, Подолесье, Половино, Подольное, Покровка, Поникарово, Поникаровский Починок, Понявино, Попадьинская, Прокшино, Пуминово, Пургавино, Путилиха, Пухово, Пыжово, Пятницкий Погост, Родионовское, Рогаткино, Рублёвое, Рудино, Савкино, Саковцево, Саларево, Самылово, Сверчково, Серкино, Синицыно, Ситьково, Слободка, Слудка, Смольниково, Смыково, Созоново, Спирино, Стеблиха, Степаново, Степановская, Страдное, Стрелка, Суховская, Тараканово, Телемская, Тёплая Гора, Тиманцево, Торшеево, Трегубово, Третьяково, Трубаново, Турыгино, Тучегорье, Устье-Мякалица, Фатьяновская, Фёдоровский Починок, Федотиха, Федцово (Трегубовский с/с), Федцово (Усть-Алексеевский с/с), Фешово, Харамзино, Хребтово, Чаньково, Челпаново, Черёмухов Лог, Черёмухово (Опокский с/с), Черёмухово (Покровский с/с), Чёрная, Чёрный Лес (Сусоловский с/с), Чёрный Лес (Юдинский с/с), Чечулино, Чигра, Чум, Чупаново, Шаровицы, Шевнино, Шеломяна, Шемякино, Шильниково, Шубино, Шульгино, Щекотово, Ягрыш и Яковцево.

## Экономика

### Промышленное производство
- лесная и деревообрабатывающая промышленность, лесопользование и лесозаготовка:

1. ПАО «Свеза-Новатор» (фанера, шпон);
2. ООО «Новаторский ЛПК» (лесозаготовка и лесопереработка, сувенирная продукция);
3. ООО «Ломоватка-Лес» (ГК «Вологодские лесопромышленники»);
4. ООО «Великоустюгский леспромхоз»;
5. ООО «Устюг Лес»;
6. ООО «ДП ЕвроЛес»;
7. ООО «ЖЛПК», а также небольшие частные пилорамы в черте города и за городом.

- пищевая промышленность

1. ликёро-водочный завод в Великом Устюге
2. ООО "ПК "Устюгхлеб" (хлебопечение, производство кондитерских изделий)
3. ООО «Пчелка» (производство мясных полуфабрикатов)
4. АО «Устюгмолоко» (молочные продукты)

- лёгкая промышленность

1. кистещёточная фабрика (кисти, щётки из натуральной щетины и искусственного волокна),
2. кожевенно-галантерейная фабрика;

- машиностроение и металлообработка:

1. завод «Северная чернь» (ювелирные изделия, выполненные по технологии чернения по серебру, Великоустюжское чернение по серебру),
2. ремонтно-механический завод,
3. литейно-механический завод,

### Сельское хозяйство
Сельхозпредприятия: «Двина», «Северодвинец», племколхоз «Гледенский», «Усть-лён», ЗАО птицефабрика «Великоустюгская»

### Энергетика
- Газоснабжение: ТПО «Устюгмежрайгаз».
- Электроснабжение: Великоустюгские электрические сети.

## Транспорт
Автомобильные дороги федерального значения: А123.
Железнодорожная станция: Великий Устюг.
Аэропорт: Великий Устюг.
Пристань: Великий Устюг.

## Достопримечательности
В округе 22 природных охраняемых зоны, в том числе геологическое обнажение «урочище Опоки».
- Гледен (гора)
- Троице-Гледенский монастырь
- Резиденция Деда Мороза в Великом Устюге

## Люди, связанные с округом
- землепроходцы: Семён Дежнёв, открывший в 1648 году пролив между Азией и Америкой, Владимир Атласов — исследователь Камчатки. Дальневосточный город Хабаровск назван в честь устюжанина Ерофея Хабарова, исследовавшего и составившего карту Приамурья. Василий Шилов — первооткрыватель Алеутских островов, Михаил Булдаков — первенствующий директор Российско-Американской компании, исследователь Аляски.
- Копылов, Василий Иванович (1905, деревня Каликино — 1945) — участник Великой Отечественной войны, Герой Советского Союза
- Норицын, Пётр Михайлович (1903, деревня Митино — 1943) — участник Великой Отечественной войны, Герой Советского Союза
- Плюснин, Николай Иванович (1891, деревня Юшково — 1967) — генерал-майор, трижды Краснознамёнец

## Средства массовой информации
Печатные
- «Советская мысль»
- «Устюжаночка»

Телевидение, радио
- Телеканал «Русский Север»
- Радио Русское радио
- Радио Европа+
- Радио Трансмит